# Estados Unidos en los Juegos Panamericanos de 2019
Estados Unidos es uno de los países que participó en los Juegos Panamericanos de 2019 realizados del 26 de julio y el 11 de agosto de 2019, en la ciudad de Lima, Perú. Tuvo como abanderada a la Hockista sobre césped Kathleen Sharkey. La delegación obtuvo 293 medallas en total (120 de oro, 88 de plata y 85 de bronce), el mejor resultado del siglo XXI.

## Medallas de oro
| Medalla        | Atleta / Equipos | Deporte                | Evento                                    | Fecha        |
| -------------- | --- | ---------------------- | ----------------------------------------- | ------------ |
| Medalla de oro | Jakob Butturff Nick Pate | Bolos                  | Dobles Masculino                          | 27 de julio  |
| Medalla de oro | Stefanie Johnson Shannon O'Keefe | Bolos                  | Dobles Femenino                           | 27 de julio  |
| Medalla de oro | Kara Eaker Aleah Finnegan Morgan Hurd Riley McCusker Leanne Wong | Gimnasia               | Equipos Artístico Femenino                | 27 de julio  |
| Medalla de oro | Amanda Sobhy | Squash                 | Invididual Femenino                       | 27 de julio  |
| Medalla de oro | Alex Lee | Taekwondo              | Poomsae Masculino Invididual              | 27 de julio  |
| Medalla de oro | Sara Beard | Tiro                   | Rifle Tres Posiciones 50 metros Femenino  | 28 de julio  |
| Medalla de oro | Chris Hanson Todd Harrity | Squash                 | Dobles Masculino                          | 28 de julio  |
| Medalla de oro | Amanda Sobhy Sabrina Sobhy | Squash                 | Dobles Femnino                            | 28 de julio  |
| Medalla de oro | Anastasija Zolotic | Taekwondo              | -57 kg Femenino                           | 28 de julio  |
| Medalla de oro | Alex Lee Andrew Lee Karyn Real Ethan Sun Yi Sae-Jin | Taekwondo              | Poomsae Estilo libre Mixto                | 28 de julio  |
| Medalla de oro | United States men's national 3x3 team - Sheldon Jeter - Dominique Jones - Kareem Maddox - Jonathan Ocetus | Baloncesto 3x3         | Torneo Masculino                          | 29 de julio  |
| Medalla de oro | United States women's national 3x3 team - Ruth Hebard - Sabrina Ionescu - Olivia Nelson - Christyn Williams | Baloncesto 3x3         | Toneo Femenino                            | 29 de julio  |
| Medalla de oro | Samantha Achterberg Jessica Davis | Pentatlón moderno      | Women's relay                             | 29 de julio  |
| Medalla de oro | Ashley Carroll | Tiro                   | Trap Femenino                             | 29 de julio  |
| Medalla de oro | Jonathan Healy | Taekwondo              | +80 kg Masculino                          | 29 de julio  |
| Medalla de oro | Taylor Garcia | Esquí acuático         | Salto Masculino                           | 29 de julio  |
| Medalla de oro | Regina Jaquess | Esquí acuático         | Slalom Femenino                           | 29 de julio  |
| Medalla de oro | Regina Jaquess | Esquí acuático         | Salto Femenino                            | 29 de julio  |
| Medalla de oro | Wesley Kitts | Levantamiento de pesas | −109 kg Masculino                         | 29 de julio  |
| Medalla de oro | Karissa Cook Jace Pardon | Voleibol de playa      | Torneo Femenino                           | 30 de julio  |
| Medalla de oro | Nick Pate | Bolos                  | Invididudal Masculino                     | 30 de julio  |
| Medalla de oro | Nevin Harrison | Canotaje               | C-1 200 metros Femeninos                  | 30 de julio  |
| Medalla de oro | Riley McCusker | Gimnasia               | Barras Asimetricas                        | 30 de julio  |
| Medalla de oro | Amro El Geziry Isabella Isaksen | Pentatlón moderno      | Relevo Mixto                              | 30 de julio  |
| Medalla de oro | Tim Sherry | Tiro                   | Rifle Tres Posiciones 50 metros Masculino | 30 de julio  |
| Medalla de oro | Brian Burrows | Tiro                   | Trap Masculino                            | 30 de julio  |
| Medalla de oro | Andrew Adikson | Esquí acuático         | Wakeboard Masculino                       | 30 de julio  |
| Medalla de oro | Regina Jaquess | Esquí acuático         | General Femenino                          | 30 de julio  |
| Medalla de oro | Sarah Robles | Levantamiento de pesas | +87 kg Femenino                           | 30 de julio  |
| Medalla de oro | Sarah Lockman | Deportes ecuestres     | Doma Invididual                           | 31 de julio  |
| Medalla de oro | Kara Eaker | Gimnasia               | Viga de Equilibrio Femenino               | 31 de julio  |
| Medalla de oro | Ashley Carroll Derek Haldeman | Tiro                   | Trap Mixto                                | 31 de julio  |
| Medalla de oro | Andrew Douglas Chris Hanson Todd Harrity | Squash                 | Equipos Masculino                         | 31 de julio  |
| Medalla de oro | Olivia Blatchford Amanda Sobhy Sabrina Sobhy | Squash                 | Equipo femenino                           | 31 de julio  |
| Medalla de oro | Oshae Jones | Boxeo                  | −69 kg Femenino                           | 1 de agosto  |
| Medalla de oro | Daniel Holloway | Ciclismo               | Ómnium Masculino                          | 1 de agosto  |
| Medalla de oro | Alison Weisz | Tiro                   | Rifle de Aire 10 metros Femenino          | 1 de agosto  |
| Medalla de oro | Naomi Graham | Boxeo                  | −75 kg Femenino                           | 2 de agosto  |
| Medalla de oro | Christina Birch Kimberly Geist Chloé Owen Lily Williams | Ciclismo               | Persecución por equipos Femenino          | 2 de agosto  |
| Medalla de oro | Sarah Bacon | Saltos                 | Trampolín 1 m Femenino                    | 2 de agosto  |
| Medalla de oro | Lucas Kozeniesky | Tiro                   | Men's 10 meter air rifle                  | 2 de agosto  |
| Medalla de oro | Kim Rhode | Tiro                   | Skeet Femenino                            | 2 de agosto  |
| Medalla de oro | Connor Baxter | Surf                   | Men's standup paddleboard race            | 2 de agosto  |
| Medalla de oro | John Croom Adrian Hegyvary Gavin Hoover Ashton Lambie Daniel Summerhill | Ciclismo               | Men's team pursuit                        | 3 de agosto  |
| Medalla de oro | Jennifer Valente | Ciclismo               | Women's omnium                            | 3 de agosto  |
| Medalla de oro | Evita Griskenas | Gimnasia               | Rhythmic individual all-around            | 3 de agosto  |
| Medalla de oro | Christian Elliot | Tiro                   | Men's skeet                               | 3 de agosto  |
| Medalla de oro | Sandra Uptagrafft | Tiro                   | Women's 25 meter pistol                   | 3 de agosto  |
| Medalla de oro | Usue Arconada Caroline Dolehide | Tenis                  | Women's doubles                           | 3 de agosto  |
| Medalla de oro | Zachary Lokken | Canotaje               | Men's slalom C-1                          | 4 de agosto  |
| Medalla de oro | Evy Leibfarth | Canotaje               | Women's slalom K-1                        | 4 de agosto  |
| Medalla de oro | Christina Birch Kimberly Geist | Ciclismo               | Women's madison                           | 4 de agosto  |
| Medalla de oro | Boyd Martin | Deportes ecuestres     | Individual eventing                       | 4 de agosto  |
| Medalla de oro | Boyd Martin Doug Payne Tamie Smith Lynn Symansky | Deportes ecuestres     | Team eventing                             | 4 de agosto  |
| Medalla de oro | Evita Griskenas | Gimnasia               | Ball                                      | 4 de agosto  |
| Medalla de oro | Evita Griskenas | Gimnasia               | Hoop                                      | 4 de agosto  |
| Medalla de oro | Lee Kiefer | Esgrima                | Women's individual foil                   | 5 de agosto  |
| Medalla de oro | Camilla Feeley | Gimnasia               | Clubs                                     | 5 de agosto  |
| Medalla de oro | Evita Griskenas | Gimnasia               | Ribbon                                    | 5 de agosto  |
| Medalla de oro | Gerek Meinhardt | Esgrima                | Men's individual foil                     | 6 de agosto  |
| Medalla de oro | Anne-Elizabeth Stone | Esgrima                | Women' individual sabre                   | 6 de agosto  |
| Medalla de oro | Andrew Abruzzo | Natación               | Men's 400 meter freestyle                 | 6 de agosto  |
| Medalla de oro | Anne Lazor | Natación               | Women's 100 meter breaststroke            | 6 de agosto  |
| Medalla de oro | Margo Geer Lia Neal Meaghan Raab Claire Rasmus | Natación               | Women's 4 ×100 meter freestyle relay      | 6 de agosto  |
| Medalla de oro | Mike Rogers | Atletismo              | Men's 100 meters                          | 7 de agosto  |
| Medalla de oro | Chloé Owen | Ciclismo               | Women's time trial                        | 7 de agosto  |
| Medalla de oro | Daryl Homer | Esgrima                | Men's individual sabre                    | 7 de agosto  |
| Medalla de oro | Katharine Holmes | Esgrima                | Women's individual épée                   | 7 de agosto  |
| Medalla de oro | Daniel Carr | Natación               | Men's 200 meter backstroke                | 7 de agosto  |
| Medalla de oro | Tom Shields | Natación               | Men's 100 meter butterfly                 | 7 de agosto  |
| Medalla de oro | Claire Rasmus | Natación               | Women's 200 meter freestyle               | 7 de agosto  |
| Medalla de oro | Alexandra Walsh | Natación               | Women's 200 meter backstroke              | 7 de agosto  |
| Medalla de oro | Kendyl Stewart | Natación               | Women's 100 meter butterfly               | 7 de agosto  |
| Medalla de oro | Andrew Abruzzo* Nathan Adrian Michael Chadwick Ali DeLoof* Margo Geer Madison Kennedy* Claire Rasmus Charles Swanson* | Natación               | Mixed 4 × 100 meter freestyle relay       | 7 de agosto  |
| Medalla de oro | Pat Smith | Lucha                  | Greco-Roman 77 kg                         | 7 de agosto  |
| Medalla de oro | Jacqueline Dubrovich Lee Kiefer Nicole Ross | Esgrima                | Women's team foil                         | 8 de agosto  |
| Medalla de oro | Andrew Abruzzo | Natación               | Men's 800 meter freestyle                 | 8 de agosto  |
| Medalla de oro | Daniel Carr | Natación               | Men's 100 meter backstroke                | 8 de agosto  |
| Medalla de oro | Will Licon | Natación               | Men's 200 meter breaststroke              | 8 de agosto  |
| Medalla de oro | Margo Geer | Natación               | Women's 100 meter freestyle               | 8 de agosto  |
| Medalla de oro | Phoebe Bacon | Natación               | Women's 100 meter backstroke              | 8 de agosto  |
| Medalla de oro | Anne Lazor | Natación               | Women's 200 meter breaststroke            | 8 de agosto  |
| Medalla de oro | Whitney Conder | Lucha                  | Women's 50 kg                             | 8 de agosto  |
| Medalla de oro | Sarah Hildebrandt | Lucha                  | Women's 53 kg                             | 8 de agosto  |
| Medalla de oro | Nikki Hiltz | Atletismo              | Women's 1500 meters                       | 9 de agosto  |
| Medalla de oro | Kara Winger | Atletismo              | Women's javelin throw                     | 9 de agosto  |
| Medalla de oro | Race Imboden Nick Itkin Gerek Meinhardt | Esgrima                | Men's team foil                           | 9 de agosto  |
| Medalla de oro | Monica Aksamit Chloe Fox-Gitomer Anne-Elizabeth Stone | Esgrima                | Women's team sabre                        | 9 de agosto  |
| Medalla de oro | Sakura Kokumai | Karate                 | Women's individual kata                   | 9 de agosto  |
| Medalla de oro | Riley Gibbs Anna Weis | Vela                   | Nacra 17                                  | 9 de agosto  |
| Medalla de oro | Charles Swanson | Natación               | Men's 400 meter individual medley         | 9 de agosto  |
| Medalla de oro | Sarah Gibson Meaghan Raab Claire Rasmus Alexandra Walsh | Natación               | Women's 4 × 200 meter freestyle relay     | 9 de agosto  |
| Medalla de oro | Daton Fix | Lucha                  | Men's freestyle 57 kg                     | 9 de agosto  |
| Medalla de oro | Kayla Miracle | Lucha                  | Women's 62 kg                             | 9 de agosto  |
| Medalla de oro | Tamyra Mensah-Stock | Lucha                  | Women's 68 kg                             | 9 de agosto  |
| Medalla de oro | Omar Craddock | Atletismo              | Men's triple jump                         | 10 de agosto |
| Medalla de oro | Chris Nilsen | Atletismo              | Men's pole vault                          | 10 de agosto |
| Medalla de oro | Anna Cockrell Lynna Irby Courtney Okolo Jaide Stepter | Atletismo              | Women's 4 × 400 meter relay               | 10 de agosto |
| Medalla de oro | Gwen Berry | Atletismo              | Women's hammer throw                      | 10 de agosto |
| Medalla de oro | Eli Dershwitz Daryl Homer Jeff Spear | Esgrima                | Men's team sabre                          | 10 de agosto |
| Medalla de oro | Katharine Holmes Catherine Nixon Isis Washington | Esgrima                | Women's team épée                         | 10 de agosto |
| Medalla de oro | Kamran Madani | Karate                 | Men's −84 kg                              | 10 de agosto |
| Medalla de oro | Brian Irr | Karate                 | Men's +84 kg                              | 10 de agosto |
| Medalla de oro | Shannon Nishi | Karate                 | Women's −50 kg                            | 10 de agosto |
| Medalla de oro | Ernesto Rodriguez Hallie Schiffman | Vela                   | Snipe                                     | 10 de agosto |
| Medalla de oro | United States women's national softball team - Monica Abbott - Alison Aguilar - Valerie Arioto - Rachel Garcia - Sahvanna Jaquish - Haylie McCleney - Kirsti Merritt - Michelle Moultrie - Dejah Mulipola - Aubree Munro - Cat Osterman - Janie Reed - Keilani Ricketts - Delaney Spaulding - Kelsey Stewart | Sóftball               | Women's tournament                        | 10 de agosto |
| Medalla de oro | Will Licon | Natación               | Men's 200 meter individual medley         | 10 de agosto |
| Medalla de oro | Nathan Adrian Nick Alexander* Daniel Carr Michael Chadwick* Nic Fink Matthew Josa* Tom Shields | Natación               | Men's 4 × 100 meter medley relay          | 10 de agosto |
| Medalla de oro | Alexandra Walsh | Natación               | Women's 200 metre individual medley       | 10 de agosto |
| Medalla de oro | Phoebe Bacon Margo Geer Sarah Gibson* Molly Hannis* Anne Lazor Lia Neal* Isabelle Stadden* Kendyl Stewart | Natación               | Women's 4 × 100 meter medley relay        | 10 de agosto |
| Medalla de oro | Kanak Jha Nikhil Kumar Nicholas Tio | Tenis de mesa          | Men's team                                | 10 de agosto |
| Medalla de oro | United States men's national water polo team - Alexander Bowen - Luca Cupido - Hannes Daube - Benjamin Hallock - Jonathan Hooper - Maxwell Irving - Alexander Obert - Chancellor Ramirez - Jesse Smith - Marko Vavic - Alexander Wolf                                                                        | Waterpolo              | Men's tournament                          | 10 de agosto |
| Medalla de oro | United States women's national water polo team - Rachel Fattal - Aria Fischer - Makenzie Fischer - Stephania Haralabidis - Ashleigh Johnson - Maddie Musselman - Jamie Neushul - Kiley Neushul - Melissa Seidemann - Maggie Steffens - Alys Williams                                                         | Waterpolo              | Women's tournament                        | 10 de agosto |
| Medalla de oro | Jordan Burroughs | Lucha                  | Men's freestyle 74 kg                     | 10 de agosto |
| Medalla de oro | Kyle Snyder | Lucha                  | Men's freestyle 97 kg                     | 10 de agosto |
| Medalla de oro | Nick Gwiazdowski | Lucha                  | Men's freestyle 125 kg                    | 10 de agosto |
| Medalla de oro | Casey Kaufhold Khatuna Lorig Erin Mickelberry | Tiro con arco          | Women's team recurve                      | 11 de agosto |
| Medalla de oro | Brady Ellison Casey Kaufhold | Tiro con arco          | Mixed team recurve                        | 11 de agosto |
| Medalla de oro | Hannah Roberts | Ciclismo               | Women's BMX freestyle                     | 11 de agosto |
| Medalla de oro | Emilia Migliaccio | Golf                   | Women's individual                        | 11 de agosto |
| Medalla de oro | Stewart Hagestad Emilia Migliaccio Brandon Wu Rose Zhang | Golf                   | Mixed team                                | 11 de agosto |
| Medalla de oro | Tom Scott | Karate                 | Men's −75 kg                              | 11 de agosto |

## Medallas de Plata
| Medallla         | Atleta / Equipos | Deporte                | Evento                                   | Fecha        |
| ---------------- | --- | ---------------------- | ---------------------------------------- | ------------ |
| Medalla de plata | Bethany Sacthleben | Atletismo              | Women's marathon                         | 27 de julio  |
| Medalla de plata | Samantha Achterberg | Pentatlón moderno      | Women's individual                       | 27 de julio  |
| Medalla de plata | John Burchfield | Patinaje               | Men's artistic                           | 27 de julio  |
| Medalla de plata | Olivia Blatchford | Squash                 | Women's singles                          | 27 de julio  |
| Medalla de plata | Cameron Bock Grant Breckenridge Brody Malone Robert Neff Genki Suzuki | Gimnasia               | Men's artistic team all-around           | 28 de julio  |
| Medalla de plata | United States women's national rugby sevens team - Kayla Canett-Oca - Cheta Emba - Abby Gustatis - Emily Henrich - Kristi Kirshe - Ilona Maher - Jordan Matyas - Alena Olsen - Ariana Ramsey - Stephanie Rovetti - Naya Tapper - Lauren Thunen                                                       | Rugby 7                | Women's tournament                       | 28 de julio  |
| Medalla de plata | Nick Mowrer | Tiro                   | Men's 10 meter air pistol                | 28 de julio  |
| Medalla de plata | Nora Batchelder Jennifer Baumert Sarah Lockman | Deportes ecuestres     | Team dressage                            | 29 de julio  |
| Medalla de plata | Riley McCusker | Gimnasia               | Women's artistic individual all-around   | 29 de julio  |
| Medalla de plata | Brendan Anderson Amro El Geziry | Pentatlón moderno      | Men's relay                              | 27 de julio  |
| Medalla de plata | Rachel Tozier | Tiro                   | Women's trap                             | 29 de julio  |
| Medalla de plata | Nick Mowrer Miglena Todorva | Tiro                   | Mixed 10 meter air pistol                | 29 de julio  |
| Medalla de plata | Paige McPherson | Taekwondo              | Women's −67 kg                           | 27 de julio  |
| Medalla de plata | Erika Lang | Esquí acuático         | Women's tricks                           | 29 de julio  |
| Medalla de plata | Mary Howell | Esquí acuático         | Women's wakeboard                        | 29 de julio  |
| Medalla de plata | Mattie Sasser | Levantamiento de pesas | Women's −64 kg                           | 29 de julio  |
| Medalla de plata | Robert Neff | Gimnasia               | Men's floor                              | 30 de julio  |
| Medalla de plata | Robert Neff | Gimnasia               | Men's pommel horse                       | 30 de julio  |
| Medalla de plata | Leanne Wong | Gimnasia               | Women's uneven bars                      | 30 de julio  |
| Medalla de plata | Michael McPhail | Tiro                   | Men's 50 meter rifle three position      | 30 de julio  |
| Medalla de plata | Derek Haldeman | Tiro                   | Men's trap                               | 30 de julio  |
| Medalla de plata | Kara Eaker | Gimnasia               | Women's floor                            | 31 de julio  |
| Medalla de plata | Brian Burrows Rachel Tozier | Tiro                   | Mixed trap                               | 31 de julio  |
| Medalla de plata | Sarah Bacon Brooke Schultz | Saltos                 | Women's synchronized 3 meter springboard | 1 de agosto  |
| Medalla de plata | Minden Miles | Tiro                   | Women's 10 meter air rifle               | 1 de agosto  |
| Medalla de plata | United States men's national softball team - Kevin Castillo - Jenner Christiansen - Joel Cooley - Yusef Davis - Jonathan Lynch - Antonio Mancha - Nicholas Mullins - Jeffrey Nowaczyk - Erick Ochoa - Matt Palazzo - Matthew Ratliff - Gilbert Saenz - Cameron Schiller - Marcus Tan - Mervin Weiler | Sóftball               | Men's tournament                         | 1 de agosto  |
| Medalla de plata | Phillip Chew Ryan Chew | Bádminton              | Men's doubles                            | 2 de agosto  |
| Medalla de plata | Kuei-Ya Chen Jamie Hsu | Bádminton              | Women's doubles                          | 2 de agosto  |
| Medalla de plata | Duke Ragan | Boxeo                  | Men's −56 kg                             | 2 de agosto  |
| Medalla de plata | Keyshawn Davis | Boxeo                  | Men's −64 kg                             | 2 de agosto  |
| Medalla de plata | Virginia Fuchs | Boxeo                  | Women's −51 kg                           | 2 de agosto  |
| Medalla de plata | Brooke Schultz | Saltos                 | Women's 1 meter springboard              | 2 de agosto  |
| Medalla de plata | Candice Appleby | Surf                   | Women's standup paddleboard race         | 2 de agosto  |
| Medalla de plata | Camilla Feeley | Gimnasia               | Rhythmic individual all-around           | 3 de agosto  |
| Medalla de plata | Isabelle Connor Yelyzaveta Merenzon Elizaveta Pletneva Nicole Sladkov Kristina Sobelevskaya | Gimnasia               | Rhythmic group all-around                | 3 de agosto  |
| Medalla de plata | Lucas Kozeneisky Minden Miles | Tiro                   | Mixed 10 meter air rifle                 | 3 de agosto  |
| Medalla de plata | Josh Joseph | Canotaje               | Men's extreme K-1                        | 4 de agosto  |
| Medalla de plata | Evy Leibfarth | Canotaje               | Women's extreme K-1                      | 4 de agosto  |
| Medalla de plata | Adrian Hegyvary Gavin Hoover | Ciclismo               | Men's madison                            | 4 de agosto  |
| Medalla de plata | Lynn Symansky | Deportes ecuestres     | Individual eventing                      | 4 de agosto  |
| Medalla de plata | Isabelle Connor Yelyzaveta Merenzon Elizaveta Pletneva Nicole Sladkov Kristina Sobelevskaya | Gimnasia               | 5 balls                                  | 4 de agosto  |
| Medalla de plata | Taylor Abbott | Natación               | Men's 10 kilometer open water            | 4 de agosto  |
| Medalla de plata | Caroline Dolehide | Tenis                  | Women's singles                          | 4 de agosto  |
| Medalla de plata | Jeffrey Gluckstein | Gimnasia               | Men's trampoline                         | 5 de agosto  |
| Medalla de plata | Nicole Ahsinger | Gimnasia               | Women's trampoline                       | 5 de agosto  |
| Medalla de plata | Keturah Orji | Atletismo              | Women's long jump                        | 6 de agosto  |
| Medalla de plata | Cody Miller | Natación               | Men's 100 meter breaststroke             | 6 de agosto  |
| Medalla de plata | Sam Pomajevich | Natación               | Men's 200 meter butterfly                | 6 de agosto  |
| Medalla de plata | Nathan Adrian Michael Chadwick Grant House Drew Kibler | Natación               | Men's 4 × 100 meter freestyle relay      | 6 de agosto  |
| Medalla de plata | Amy Wang Lily Zhang | Tenis de mesa          | Women's doubles                          | 6 de agosto  |
| Medalla de plata | Jordan Geist | Atletismo              | Men's shot put                           | 7 de agosto  |
| Medalla de plata | Nick Alexander | Natación               | Men's 200 meter backstroke               | 7 de agosto  |
| Medalla de plata | Meaghan Raab | Natación               | Women's 200 meter freestyle              | 7 de agosto  |
| Medalla de plata | Isabelle Stadden | Natación               | Women's 200 metre backstroke             | 7 de agosto  |
| Medalla de plata | Jennifer Wu | Tenis de mesa          | Women's singles                          | 7 de agosto  |
| Medalla de plata | G'Angelo Hancock | Lucha                  | Greco-Roman 97 kg                        | 7 de agosto  |
| Medalla de plata | Johnny Gregorek | Atletismo              | Men's 1500 meters                        | 8 de agosto  |
| Medalla de plata | Amere Lattin | Atletismo              | Men's 400 meter hurdles                  | 8 de agosto  |
| Medalla de plata | Chanel Brissett | Atletismo              | Women's 100 meter hurdles                | 8 de agosto  |
| Medalla de plata | Anna Cockrell | Atletismo              | Women's 400 meter hurdles                | 8 de agosto  |
| Medalla de plata | Kathryn Nageotte | Atletismo              | Women's pole vault                       | 8 de agosto  |
| Medalla de plata | Annie Kunz | Atletismo              | Heptatlón                                | 8 de agosto  |
| Medalla de plata | Maggie Fellows Julia Lonchar | Remo                   | Women's double sculls                    | 8 de agosto  |
| Medalla de plata | Nathan Adrian | Natación               | Men's 100 meter freestyle                | 8 de agosto  |
| Medalla de plata | Nic Fink | Natación               | Men's 200 meter breaststroke             | 8 de agosto  |
| Medalla de plata | Mariah Denigan | Natación               | Women's 800 meter freestyle              | 8 de agosto  |
| Medalla de plata | Bethany Galat | Natación               | Women's 200 meter breaststroke           | 8 de agosto  |
| Medalla de plata | Jenna Burkert | Lucha                  | Women's 57 kg                            | 8 de agosto  |
| Medalla de plata | Reid Buchanan | Atletismo              | Men's 10,000 meters                      | 9 de agosto  |
| Medalla de plata | Ariel Torres | Karate                 | Men's individual kata                    | 9 de agosto  |
| Medalla de plata | Pedro Pascual | Vela                   | Men's RS:X                               | 9 de agosto  |
| Medalla de plata | Charlotte Rose | Vela                   | Laser radial                             | 9 de agosto  |
| Medalla de plata | Nathan Adrian | Natación               | Men's 50 meter freestyle                 | 9 de agosto  |
| Medalla de plata | Drew Kibler Grant House Sam Pomajevich Chris Wieser | Natación               | Men's 4 × 200 meter freestyle relay      | 9 de agosto  |
| Medalla de plata | Margo Geer | Natación               | Women's 50 meter freestyle               | 9 de agosto  |
| Medalla de plata | Braden Gellenthien | Tiro con arco          | Men's individual compound                | 10 de agosto |
| Medalla de plata | Freddie Crittenden | Atletismo              | Men's 110 meter hurdles                  | 10 de agosto |
| Medalla de plata | Mar'Yea Harris Wil London Michael Cherry Justin Robinson | Atletismo              | Men's 4 × 400 meter relay                | 10 de agosto |
| Medalla de plata | Marisa Howard | Atletismo              | Women's 3000 meter steeplechase          | 10 de agosto |
| Medalla de plata | Brooke Andersen | Atletismo              | Women's hammer throw                     | 10 de agosto |
| Medalla de plata | United States women's national basketball team - Isabella Alarie - Brittany Brewer - Chennedy Carter - Kathleen Doyle - Tyasha Harris - Taylor Mikesell - Beatrice Mompremier - Michaela Onyenwere - Mikayla Pivec - Lindsey Pulliam - Kiana Williams - Peyton Williams                              | Baloncesto             | Women's tournament                       | 10 de agosto |
| Medalla de plata | Omar Espinoza Salvador Espinoza | Pelota vasca           | Men's doubles frontenis                  | 10 de agosto |
| Medalla de plata | Stephanie Roble Maggie Shea | Vela                   | 49erFX                                   | 10 de agosto |
| Medalla de plata | Nicholas Sweetser | Natación               | Men's 1500 meter freestyle               | 10 de agosto |
| Medalla de plata | Meghan Small | Natación               | Women's 200 meter individual medley      | 10 de agosto |
| Medalla de plata | Khatuna Lorig | Tiro con arco          | Women's individual recurve               | 11 de agosto |
| Medalla de plata | L.A. Smith | Judo                   | Men's −100 kg                            | 11 de agosto |

## Medallas de bronce
| Medallla          | Atleta / Equipos | Deporte                | Evento                                 | Fecha        |
| ----------------- | --- | ---------------------- | -------------------------------------- | ------------ |
| Medalla de bronce | Olivia Blatchford Andrew Douglas | Squash                 | Mixed doubles                          | 27 de julio  |
| Medalla de bronce | David Kim | Taekwondo              | Men's −58 kg                           | 27 de julio  |
| Medalla de bronce | Monique Rodriguez | Taekwondo              | Women's −49 kg                         | 27 de julio  |
| Medalla de bronce | Karyn Real | Taekwondo              | Women's poomsae individual             | 27 de julio  |
| Medalla de bronce | United States men's national rugby sevens team - Ben Broselle - Maceo Brown - Travion Clark - Naima Faula'au - Jake Lachina - Cody Melphy - Montae Noble - Joe Schroeder - Lorenzo Thomas - Marcus Tupuola - Anthony Welmers - Harley Wheeler | Rugby 7                | Men's tournament                       | 28 de julio  |
| Medalla de bronce | Virginia Thrasher | Tiro                   | Women's 50 meter rifle three position  | 28 de julio  |
| Medalla de bronce | Harrison Maurus | Levantamiento de pesas | Men's −81 kg                           | 28 de julio  |
| Medalla de bronce | Madelynn Gorman-Shore | Taekwondo              | Women's +67 kg                         | 29 de julio  |
| Medalla de bronce | Adam Pickos | Esquí acuático         | Men's tricks                           | 29 de julio  |
| Medalla de bronce | Katherine Nye | Levantamiento de pesas | Women's −76 kg                         | 29 de julio  |
| Medalla de bronce | Jakob Butturff | Bolos                  | Men's singles                          | 30 de julio  |
| Medalla de bronce | Delante Johnson | Boxeo                  | Men's −69 kg                           | 30 de julio  |
| Medalla de bronce | Troy Isley | Boxeo                  | Men's −75 kg                           | 30 de julio  |
| Medalla de bronce | Richard Torrez | Boxeo                  | Men's +91 kg                           | 30 de julio  |
| Medalla de bronce | Yarisel Ramirez | Boxeo                  | Women's −57 kg                         | 30 de julio  |
| Medalla de bronce | Rashida Ellis | Boxeo                  | Women's −60 kg                         | 30 de julio  |
| Medalla de bronce | Anita Alvarez Ruby Remati | Natación artística     | Duet                                   | 31 de julio  |
| Medalla de bronce | Anita Alvarez Paige Areizaga Nicole Goot Hannah Heffernan Daniella Ramirez Ruby Remati Abby Remmers Lindi Schroeder Emmanuella Tchakmakjian | Natación artística     | Team                                   | 31 de julio  |
| Medalla de bronce | Cameron Bock | Gimnasia               | Parallel bars                          | 31 de julio  |
| Medalla de bronce | Riley McCusker | Gimnasia               | Balance beam                           | 31 de julio  |
| Medalla de bronce | Jennifer Baumert | Deportes ecuestres     | Individual dressage                    | 31 de julio  |
| Medalla de bronce | Iris Wang | Bádminton              | Women's singles                        | 1 de agosto  |
| Medalla de bronce | Paula Obañana Howard Shu | Bádminton              | Mixed doubles                          | 1 de agosto  |
| Medalla de bronce | Andrew Capobianco | Saltos                 | Men's 1 meter springboard              | 1 de agosto  |
| Medalla de bronce | Dania Vizzi | Tiro                   | Women's skeet                          | 2 de agosto  |
| Medalla de bronce | Andrew Capobianco Michael Hixon | Saltos                 | Men's synchronized 3 meter springboard | 3 de agosto  |
| Medalla de bronce | United States men's national basketball team - Ty-Shon Alexander - Myles Cale - Alpha Diallo - David Duke Jr. - Collin Gillespie - Geoffrey Groselle - Mustapha Heron - Myles Powell - Andre Reeves - Jermaine Samuels - Junathaen Watson - Tyler Wideman | Baloncesto             | Men's tournament                       | 4 de agosto  |
| Medalla de bronce | Michaela Corcoran | Canotaje               | Women's slalom C-1                     | 4 de agosto  |
| Medalla de bronce | Amy Magaña Delaney Schnell | Saltos                 | Women's synchronized 10 meter platform | 4 de agosto  |
| Medalla de bronce | Camilla Feeley | Gimnasia               | Ball                                   | 4 de agosto  |
| Medalla de bronce | Camilla Feeley | Gimnasia               | Hoop                                   | 4 de agosto  |
| Medalla de bronce | Daniel Hughes | Surf                   | Men's standup paddleboard              | 4 de agosto  |
| Medalla de bronce | Cole Robbins | Surf                   | Men's longboard                        | 4 de agosto  |
| Medalla de bronce | Brooke Schultz | Saltos                 | Women's 3 meter springboard            | 5 de agosto  |
| Medalla de bronce | Evita Griskenas | Gimnasia               | Ribbon                                 | 5 de agosto  |
| Medalla de bronce | Ruben Padilla | Gimnasia               | Men's trampoline                       | 5 de agosto  |
| Medalla de bronce | Kanak Jha Jennifer Wu | Tenis de mesa          | Mixed doubles                          | 5 de agosto  |
| Medalla de bronce | Reggie Jagers | Atletismo              | Men's discus throw                     | 6 de agosto  |
| Medalla de bronce | Race Imboden | Esgrima                | Men's individual foil                  | 6 de agosto  |
| Medalla de bronce | Rocky Carson Charlie Pratt | Raquetbol              | Men's doubles                          | 6 de agosto  |
| Medalla de bronce | Kelani Lawrence Rhonda Rajsich | Raquetbol              | Women's doubles                        | 6 de agosto  |
| Medalla de bronce | Kevin Cordes | Natación               | Men's 100 meter breastroke             | 6 de agosto  |
| Medalla de bronce | Meghan Small | Natación               | Women's 200 meter butterfly            | 6 de agosto  |
| Medalla de bronce | Lucy Deslauriers Alex Granato Eve Jobs Beezie Madden | Deportes ecuestres     | Team jumping                           | 7 de agosto  |
| Medalla de bronce | Drew Kibler | Natación               | Men's 200 meter freestyle              | 7 de agosto  |
| Medalla de bronce | Sarah Gibson | Natación               | Women's 100 meter butterfly            | 7 de agosto  |
| Medalla de bronce | Kanak Jha | Tenis de mesa          | Men's singles                          | 7 de agosto  |
| Medalla de bronce | Ildar Hafizov | Lucha                  | Greco-Roman 60 kg                      | 7 de agosto  |
| Medalla de bronce | Ellis Coleman | Lucha                  | Greco-Roman 67 kg                      | 7 de agosto  |
| Medalla de bronce | Justin Robinson | Atletismo              | Men's 400 meters                       | 8 de agosto  |
| Medalla de bronce | Sean Donnelly | Atletismo              | Men's hammer throw                     | 8 de agosto  |
| Medalla de bronce | Courtney Okolo | Atletismo              | Women's long jump                      | 8 de agosto  |
| Medalla de bronce | Adonis Diaz | Judo                   | Men's −60 kg                           | 8 de agosto  |
| Medalla de bronce | Michael Chadwick | Natación               | Men's 100 meter freestyle              | 8 de agosto  |
| Medalla de bronce | Lawi Lalang | Atletismo              | Men's 10,000 meters                    | 9 de agosto  |
| Medalla de bronce | Jarret Eaton Cravon Gillespie Bryce Robinson Mike Rodgers | Atletismo              | Men's 4 × 100 meter relay              | 9 de agosto  |
| Medalla de bronce | Alexa Efraimson | Atletismo              | Women's 1500 meters                    | 9 de agosto  |
| Medalla de bronce | Kim Conley | Atletismo              | Women's 5000 meters                    | 9 de agosto  |
| Medalla de bronce | Chanel Brissett Shania Collins Lynna Irby Twanisha Terry | Atletismo              | Women's 4 × 100 meter relay            | 9 de agosto  |
| Medalla de bronce | Jessica Ramsey | Atletismo              | Women's shot put                       | 9 de agosto  |
| Medalla de bronce | Ariana Ince | Atletismo              | Women's javelin throw                  | 9 de agosto  |
| Medalla de bronce | Beezie Madden | Deportes ecuestres     | Individual jumping                     | 9 de agosto  |
| Medalla de bronce | United States women's national field hockey team - Mackenzie Allessie - Kelsey Bing - Anna Dessoye - Alexandra Froede - Linnea Gonzales - Danielle Grega - Ashley Hoffman - Amanda Magadan - Alyssa Manley - Erin Matson - Lauren Moyer - Margaux Paolino - Alyssa Parker - Kealsie Robles - Kathleen Sharkey - Casey Umstead - Caitlin Van Sickle - Julia Young | Hockey sobre césped    | Women's tournament                     | 9 de agosto  |
| Medalla de bronce | Nick Delpopolo | Judo                   | Men's −73 kg                           | 9 de agosto  |
| Medalla de bronce | Jacob Bredenbeck Rocky Carson Charlie Pratt | Raquetbol              | Men's team                             | 9 de agosto  |
| Medalla de bronce | Kelani Lawrence Rhonda Rajsich | Raquetbol              | Women's team                           | 9 de agosto  |
| Medalla de bronce | Charlie Buckingham | Vela                   | Laser                                  | 9 de agosto  |
| Medalla de bronce | Michael Chadwick | Natación               | Men's 50 meter freestyle               | 9 de agosto  |
| Medalla de bronce | Madison Kennedy | Natación               | Women's 50 meter freestyle             | 9 de agosto  |
| Medalla de bronce | Jaydin Eierman | Lucha                  | Men's freestyle 65 kg                  | 9 de agosto  |
| Medalla de bronce | Paige Pearce | Tiro con arco          | Women's individual compound            | 10 de agosto |
| Medalla de bronce | Clayton Fritsch | Atletismo              | Men's pole vault                       | 10 de agosto |
| Medalla de bronce | United States men's national field hockey team - Michael Barminski - Thomas Barratt - Sean Cicchi - Christian De Angelis - Ajai Dhadwal - Mohan Ghandi - Patrick Harris - Deegan Huisman - Hans Aki Kaeppeler - Hans Kei Kaeppeler - Jonathan Klages - Adam Miller - Alberto Montilla - Jonathan Orozco - Parmeet Singh - Tyler Sundeen                          | Hockey sobre césped    | Men's tournament                       | 10 de agosto |
| Medalla de bronce | Hannah Martin | Judo                   | Women's −70 kg                         | 10 de agosto |
| Medalla de bronce | Kelsey Helman | Patinaje               | Women's 10,000 meter elimination       | 10 de agosto |
| Medalla de bronce | Maggie Fellows Julia Lonchar Sydney Taylor Keara Twist | Remo                   | Women's quadruple sculls               | 10 de agosto |
| Medalla de bronce | Wil Cyr | Vela                   | Kites                                  | 10 de agosto |
| Medalla de bronce | Rebecca Mann | Natación               | Women's 1500 meter freestyle           | 10 de agosto |
| Medalla de bronce | Amy Wang Jennifer Wu Lily Zhang | Tenis de mesa          | Women's team                           | 10 de agosto |
| Medalla de bronce | Pat Downey | Lucha                  | Men's freestyle 86 kg                  | 10 de agosto |
| Medalla de bronce | Brady Ellison Thomas Stanwood Jack Williams | Tiro con arco          | Men's team recurve                     | 11 de agosto |
| Medalla de bronce | Casey Kaufhold | Tiro con arco          | Women's individual recurve             | 11 de agosto |
| Medalla de bronce | Justin Dowell | Ciclismo               | Men's BMX freestyle                    | 11 de agosto |
| Medalla de bronce | Cirrus Lingl | Karate                 | Women's +68 kg                         | 11 de agosto |